# قصر الثقافة (عمان)

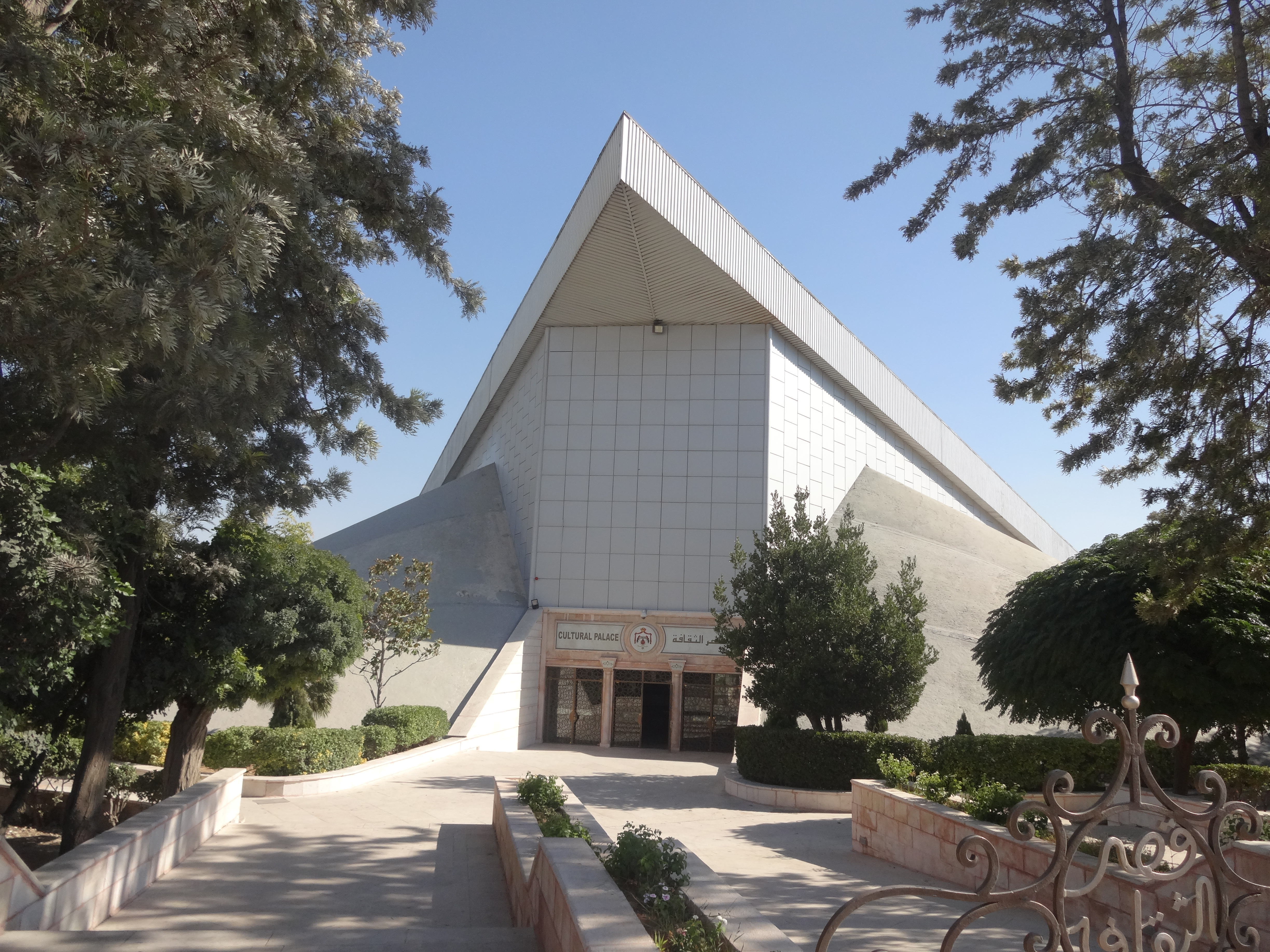
واجة قصر الثقافة الأمامية.

قصر الثقافة هو أحد أهم المعالم الثقافية في العاصمة الأردنية عمّان.  تم بناؤه في عام 1969 على مساحة 2550 مترا مربع داخل المدينة الرياضية،  حيث يجاور ملعب عمان الدولي.  يتكون المبنى من صالتين، وتقام فيه المؤتمرات الدولية والعربية والمحلية والفعاليات الثقافية والاجتماعية والفنية والوطنية.

## انظرأيضا
- المركز الثقافي الملكي، عمّان
- مركز الحسين الثقافي في راس العين